# Рижук Марія Матвіївна
Марі́я Матві́ївна Рижу́к (14 січня 1933, село Тарасівка Сквирського району Київської області — 16 жовтня 2017, село Денихівка Тетіївського району Київської області) — українська радянська діячка, керівник виробничої ділянки колгоспу «Прогрес» Тетіївського району Київської області. Герой Соціалістичної Праці (8.04.1971). Депутат Верховної Ради УРСР 7–10-го скликань. Член Президії Верховної Ради УРСР 9-го скликання.

## Біографія
Народилася 14 січня 1933 року в селі Тарасівка Сквирського району на Київщині в селянській родині. Середню освіту здобула в рідному селі.
У 1953 році закінчила Сквирський сільськогосподарський технікум Київської області за спеціальністю агроном-полевод.
З 1953 по 1957 рік — агроном-полевод колгоспу «Шлях до комуни» села Денихівка Тетіївського району Київської області.
У 1957—1974 роках — бригадир рільничої бригади колгоспу «Прогрес» Тетіївського району.
Указом Президії Верховної Ради УРСР за видатні успіхи досягнуті в розвитку сільськогосподарського виробництва і продажу державі продуктів землеробства і тваринництва присвоєно у 1971 році звання Героя Соціалістичної Праці з врученням ордена Леніна і Золотої медалі «Серп і Молот».
Член КПРС з 1972 року.
У 1974—1988 роках — керівник Денихівського відділку (керуюча виробничої дільниці) колгоспу «Прогрес» Тетіївського району Київської області.
З 1988 року — на пенсії в селі Денихівка Тетіївського району Київської області.

## Сім'я
Одружена. Син Віталій (1955 р.н.) та дочка Галина (1957 р.н.).

## Нагороди
- Герой Соціалістичної Праці (8.04.1971)
- два ордени Леніна (31.12.1965, 8.04.1971)
- медалі